# Alsóhagymás
Alsóhagymás település Romániában, Szilágy megyében. Román neve Hășmaș (Sălaj).

## Fekvése
Csákigorbótól északkeletre, Nagymező, Aláscsáka, Semesnye és Almáscsobánka között fekvő település.

## Története
Hagymás Árpád-kori település. Első lakói magyarok voltak, ők adtak nevet is a falunak. Valószínűleg Zsigmond király korában a környéken dúló parasztlázadás áldozataivá váltak.
A Hagymás név már 1015-ben előfordult az oklevelekben, mint kert-név, amiből arra következtethetünk, hogy Hagymás elnevezését a község az itt nagyban termelt hagyma után kaphatta.
A település birtokosai a kezdetektől fogva a lápos vidék urainak, a Losonczi Bánffyaknak birtoka volt.
Nevét az oklevelek 1325-ben említették először Hagmas néven, mikor a Bánffyak osztozkodásakor Bánffy Tamásnak jutott.
1378-ban már királyi birtok volt. Nagy Lajos király adományozta a Bebek család tagjai közül Bebek Györgynek és Imrének.
1509-ben a Bebekeké, Bebek Jánosé volt, aki e birtokát Somi Józsának zálogosította el.
1554-ben Somi Anna özvegy Balassa Imréné a Kolozsmegyei almási várhoz tartozó Hagymás nevű birtoka
negyedrészét férjére Patócsy Boldizsárra hagyta.
1560-ban II. János király a birtok felét elkobozta, és azt Báthory Kristófnak adományozta. A másik fele pedig Balassa Zsófiáé volt.
1589-ben Báthory Kristóf fiáé Zsigmondé, aki Hagymáson levő birtokrészét a kolozsvári polgároknak adományozta.
1600-ban Mihály vajda itteni részükben a kolozsvári polgárokat megerősítette. Itteni birtokrészét Csáky István is a kolozsvári polgároknak adta cserébe.
1616-ban Bethlen Gábor fejedelemé volt, aki itteni birtokrészét Haller Zsigmondnak és nejének Kendy Krisztinának adta.
1618-ban Haller György birtoka volt. 1659-ben Barcsay Ákos a birtokot vargyasi Dániel Ferencnek és nejének Béldy Juditnak adományozta, majd 1688-ban I. Apafi Mihály birtoka volt, aki Teleki Mihálynak adományozta.
1696-ban török hódoltsági falu.
1768-ban gróf Wass Miklós (Dániel fia) és neje Teleki Ilona, majd második neje Bánffy Krisztina és gyermekeik birtoka volt.1866-ban Telegdi Károly és Béla birtoka volt.
1886-ban végzett összeíráskor 594 lakosából 4 római katolikus, 572 görögkatolikus, 2 helvét, 16 zsidó volt.
1891-ben 768 lakosa volt, melyből 2 római katolikus, 746 görögkatolikus, 2 görögkeleti, 18 izmaelita volt.
Alsóhagymás (Hagymás) a trianoni békeszerződés előtt Szolnok-Doboka vármegye Csákigorbói járásához tartozott.

## Nevezetességek
- Görögk. fatemploma -1675-ben épült, 1676-ban Szent Paraszkéva tiszteletére szentelték fel.